# Municipio de Rector
El municipio de Rector (en inglés: Rector Township) es un municipio ubicado en el condado de Saline en el estado estadounidense de Illinois. En el año 2010 tenía una población de 65 habitantes y una densidad poblacional de 1,38 personas por km².

## Geografía
El municipio de Rector se encuentra ubicado en las coordenadas 37°53′1″N 88°25′36″O / 37.88361, -88.42667. Según la Oficina del Censo de los Estados Unidos, el municipio tiene una superficie total de 47.27 km², de la cual 47,12 km² corresponden a tierra firme y (0,32 %) 0,15 km² es agua.

## Demografía
Según el censo de 2010, había 65 personas residiendo en el municipio de Rector. La densidad de población era de 1,38 hab./km². De los 65 habitantes, el municipio de Rector estaba compuesto por el 92,31 % blancos, el 4,62 % eran afroamericanos y el 3,08 % eran de una mezcla de razas. Del total de la población el 0 % eran hispanos o latinos de cualquier raza.